# 魯鍾源
魯鍾源（？年—？年），江西建昌府新城縣人，由從九品遵川楚例改捐未入流，加捐分發，嘉慶十一年十二月任四川順慶府岳池縣典史。是一位政治人物，明清時曾在四川順慶府岳池縣（位於今四川東北部，武周萬歲通天二年分南充、相如二縣置，是一個千年古縣）擔任官吏。